# کشتی ام‌اس سنت لوئیس
سفر کشتی ام اس سنت لوئیس سفر مشهور کشتی اقیانوس پیمای آلمانی ام اس سنت لوئیس (MS St. Louis) در سال ۱۹۳۹ می‌باشد. در این سفر، کاپیتان کشتی، «گوستاو شرودر» (Gustav Schröder) تلاش کرد که برای ۹۳۷ پناهجوی یهودی آلمانی پناهگاهی بیابد. پس از اینکه کشورهای کوبا، آمریکا و کانادا از ورود این پناهجویان ممانعت کردند، کاپیتان کشتی را به اروپا برگرداند و در کشورهای مختلف اروپایی برای پناهجویان محل اقامت پیدا کرد. بسیاری از این کشورهای اروپایی بعدها به اشغال آلمان نازی درآمدند و یهودیان ساکن این کشورها به اردوگاه‌های کار اجباری آلمانی‌ها منتقل شدند. برخی از مورخان معتقدند که حدود ۱/۴ این پناهجویان در اردوگاه‌های کار اجباری آلمانی‌ها جان باختند.
این سفر در کتابی به نام «سفر نفرین‌شدگان» (Voyage of the Damned) (نویسندگان: گوردون توماس و ماکس مورگان، سال انتشار:۱۹۷۴) توصیف شده‌است و فیلمی به همین عنوان نیز در سال ۱۹۷۶ ساخته شده‌است.

## پیش زمینه‌ها
کشتی سنت لوئیس سفرهای طبق برنامه از هامبورگ آلمان به هالیفاکس کانادا و نیویورک داشت و سفرهای تفریحی به جزایر دریای کارائیب انجام می‌داد. این کشتی علاوه بر سفرهای اقیانوسی (بین اروپا و آمریکا) برای سفرهای تفریحی نیز تسهیلاتی داشت.

## سفر نفرین‌شدگان
در ۱۳ می۱۹۳۹، کشتی سنت لوئیس با کاپیتانی گوستاو شرودر، حامل ۹۳۰ یهودی عموماً آلمانی و ۷ نفر غیر یهودی، از هامبورگ به مقصد کوبا روانه شد. قصد مسافران یهودی فرار از دستگیری توسط نازیها بود.
با ورود کشتی به کوبا، دولت کوبا مانع ورود مسافران به کوبا تحت عنوان توریست یا پناهجو شد. مسافران مجوز ورود به کوبا را خریداری کرده بودند اما قوانین مربوط به مهاجرت و مسافرت توریستی در کوبا تغییر یافته بود. در مذاکرات بین مسافران و دولت کوبا، دولت کوبا ۵۰۰دلار به عنوان هزینه ویزای مسافرتی درخواست کرد. بسیاری از مسافران چنین مبلغی نداشتند و دو نفر از مسافران تلاش به خودکشی کردند. ۲۳ نفر از مسافران در هاوانا از کشتی پیاده شدند.

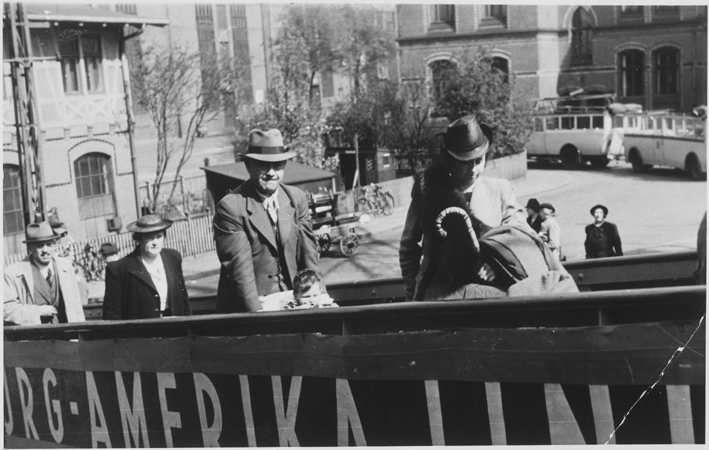
سوار شدن مسافران در بندر هامبورگ

در اوایل سال ۱۹۳۹، کوبا با تصویب "مصوبه ۵۵" بین توریستها و پناهجوها تفاوت قایل شده بود. پناهجوها موظف بودند که علاوه بر ویزا، مبلغ ۵۰۰دلار نیز پرداخت کنند اما توریستها از پرداخت چنین مبلغی معاف بودند. با وجود اینکه مصوبه ۵۵ بین توریست و پناهجو تفاوت قایل می‌شد، این مصوبه روشن نمی‌کرد که دقیقاً چه تفاوتی بین توریست و پناهجو وجود دارد. مدیر امور مهاجرت، مانوئل بنیتز Manuel Benitez از این نقیصه قانونی استفاده کرد و مسافران کشتی را توریست خواند و توانست مجوزهای ورودی را به مسافران کشتی به قیمت ۱۵۰ دلار بفروشد. رئیس‌جمهور کوبا، فردریکو لاردو برو Frederico Laredo Bru به این مسئله پی برد و با توجه به خشم عمومی در کوبا نسبت به ورود پناهجویان جدید و وضع نامناسب اقتصادی کوبا، مصوبه جدیدی به نام مصوبه ۹۳۷ تصویب کرد و نقص قانونی موجود در مصوبه ۵۵ را از بین برد.
تلگرافهای موجود نشان می‌دهد که موضوع پناهجویان کشتی سنت لوئیس موضوع بحث مقامات آمریکایی، از جمله وزاری وزارت کشور و خزانه داری دولت روزولت بوده‌است. این مقامات تلاش می‌کردند که کوبا را به پذیرش این پناهجویان وادار کنند اما تلاش‌های آن‌ها و کمیته یهودیان آمریکا موفق نبود.
پس از ممانعت از ورود پناهجویان به کوبا، ناخدای کشتی، به مقصد فلوریدای آمریکا کوبا را ترک کرد. یکی از موضوعات مورد بحث مورخان این هست که چرا ناخدای کشتی به‌جای آمریکا به سوی جمهوری دومینیکن حرکت نکرد. مقامات جمهوری دومینیکن در کنفرانسی در سال ۱۹۳۸ قبول کرده بودند که پذیرای صدهزار پناهجوی یهودی باشند. بنا به اعتقاد مورخان، ۴ ژوئیه ۱۹۳۹، از لنگر انداختن کشتی در فلوریدا ممانعت شد. برخی معتقدند نه تنها آمریکاییان از ورود این کشتی ممانعت کردند، بلکه به عنوان اخطار، اقدام به شلیک توپ کردند.
پناهجویان نمی‌توانستند به صورت قانونی با ویزای توریستی وارد آمریکا شوند چون فاقد نشانی برگشت بودند. همچنین قانون مهاجرت مصوب سال ۱۹۲۴، تعداد مهاجران جدید از شرق و جنوب اروپا را محدود ساخته بود.
کاپیتان شرودر اظهار داشته‌است که پس از ممانعت از ورودش به کوبا، او به امید دریافت مجوز ورود به آمریکا به چرخش دایره وار در سواحل فلوریدا پرداخت و حتی قصد به گل نشاندن کشتی را داشت که این کار او می‌توانست به مسافران اجازه فرار به آمریکا را بدهد. اما حضور و اسکورت شناورهای گارد ساحلی آمریکا مانع انجام این کار شد. مورخان گارد ساحلی آمریکا ابراز می‌دارند که حضور قایقهای گارد ساحلی برای ممانعت از حرکت کشتی سنت لوئیس نبود، بلکه شناورهای گارد ساحلی به خاطر حفاظت از جان سرنشینان کشتی اقدام به اسکورت سنت لوئیس می‌کردند. سرانجام ایالات متحده مانع ورود پناهجویان به آمریکا شد.
با بازگردانده شدن کشتی سنت لوئیس از آمریکا، گروهی از دانشگاهیان و رهبران مذهبی در کانادا سعی کردند که نخست‌وزیر کانادا، ویلیام لیون مکنزی کینگ را راضی به پناه دادن به پناهجویان کنند.
اما مقامات اداره مهاجرت کانادا و اعضای کابینه که به مهاجرت یهودیان بدبین بودند، نخست‌وزیر کانادا را قانع کردند که از دخالت در موضوع کشتی سنت لوئیس اجتناب کند.

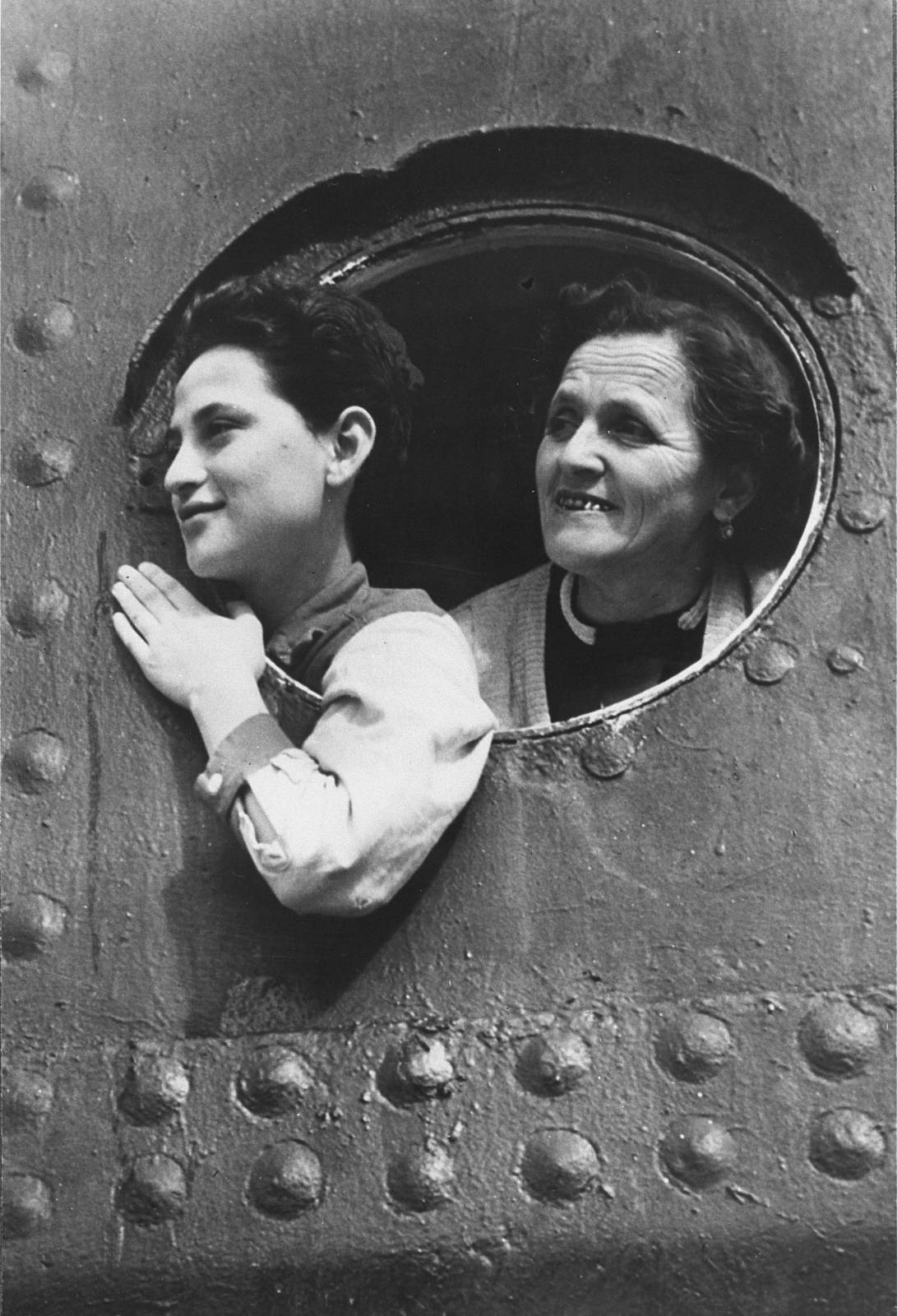
پناهجویان یهودی در بندر هاوانا، در انتظار اجازه ورود به کوبا

کاپیتان کشتی، گوستاو شرودر یک آلمانی غیر یهودی بود که تلاش‌های بسیار زیادی در راه آسایش سرنشینان کشتی انجام داد. او حتی حاضر شده بود که کشتی را در ساحل بریتانیا در هم بشکند تا این کشور را مجبور به پذیرش مسافران به عنوان پناهنده کند. او قبل از پیاده شدن تمام مسافرانش در کشورهای دیگر، کشتی را به آلمان بازنگرداند و به خدمه کشتی دستور داد که با تمام مسافران، همچون مسافران کشتی تفریحی برخورد کنند.
مقامات آمریکا، بریتانیا و کشورهای اروپایی با همکاری سعی در پیدا کردن کشوری برای پذیرش این پناهجویان بودند.
سرانجام کشتی به اروپا بازگشت و در ۱۷ ژوئیه ۱۹۳۹ در بندر آنتورپ(Antwerp) بلژیک لنگر انداخت
بریتانیا با پذیرش ۲۸۸ نفر از پناهجویان موافقت کرد. این پناهجویان در آنتورپ از کشتی سنت لویس پیاده شده و با کشتی‌های دیگری وارد بریتانیا شدند. پس از مذاکرات بسیار کاپیتان شرودر، ۶۱۹ پناهجوی باقی‌مانده موفق به پیاده شدن در آنتورپ شدند، ۲۲۴ نفر در فرانسه پذیرفته شدند، ۲۱۴ نفر در بلژیک و ۱۸۱ نفر در هلند پذیرفته شدند و کشتی بدون مسافرانش به هامبورگ بازگشت. یکسال بعد، پس از حمله آلمان به بلژیک و فرانسه در مه ۱۹۴۰، تمام یهودیان ساکن این کشورها، از جمله مسافران بازگردانده شده، مورد تهدید قرار گرفتند.

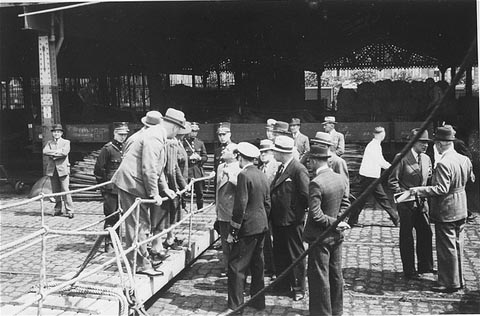
کاپیتان شرودر در حال مذاکره با مقامات بلژیکی در آنتورپ

با احتساب درصد زنده ماندن یهودیان در کشورهای مختلف اروپایی، نویسندگان کتاب «سفر نفرین‌شدگان» تخمین می‌زنند که حدود ۱۸۰ نفر از پناهجویان کشتی در فرانسه، ۱۵۲ نفر در بلژیک و ۶۰ نفر در هلند از هولوکاست در امان ماندند. با احتساب افرادی که به بریتانیا رفتند، از ۹۳۶ مسافر کشتی (یک نفر در طول سفر در کشتی جان باخته بود) حدوداً ۷۰۹ نفر زنده ماندند و احتمالاً ۲۲۷ نفر کشته شدند.
تحقیقات بعدی از سوی موزه یادبود هولوکاست ایالات متحده نشان می‌دهد که تعداد ۲۵۴ نفر از ۶۵۰ نفری که به کشورهای اروپایی بازگردانده شدند جان باختند. بیشتر این افراد در اردوگاه‌های آشوویتز و سابیبور و تعدادی هم در اردوگاه‌های میان راه جان باختند. گروهی نیز در مخفیگاه یا در تلاش برای فرار جان باختند و تنها ۳۶۵ نفر از ۶۲۰ نفری که به اروپای مرکزی بازگردانده شدند از جنگ جهانی جهانی دوم جان بدر بردند.

## یادبودها
- ناخدای کشتی از سوی جمهوری فدرال آلمان مدال افتخار دریافت کرد و از سوی بنیادی یهودی در اسرائیل در سال ۱۹۹۳ به عنوانی افتخاری دست یافت.
- در ۲۰ ژانویه سال ۲۰۱۱ از یادبودی با نام "چرخ وجدان"Wheel of Conscience در موزه مهاجرت کانادا در بندر هالیفاکس پرده برداری شد.[۱۷] این یادبود دارای چهار چرخدنده با عنوانهای «یهودی‌ستیزی»، «خارجی ستیزی»، «نژادپرستی» و «نفرت» می‌باشد.[۱۸]

## سرنوشت کشتی
کشتی سنت لوئیس از سال ۱۹۴۰ تا ۱۹۴۴ به زیر نظر نیروی دریایی آلمان درآمد و در بمباران بندر «کیل» آلمان در ۳۰ اوت ۱۹۴۴به شدت صدمه دید، اما بعدها تعمیر شد و به عنوان هتل در بندر هامبورگ تا سال ۱۹۴۶ استفاده شد. این کشتی در سال ۱۹۵۲ اوراق شد.